# Moulin à eau de la Chute (Veilleux) de Saint-Raphaël
Le Moulin à eau de la Chute (Veilleux) de Saint-Raphaël  est l'un des derniers moulins à eau du Québec au Canada.

## Identification
- Nom du bâtiment : Moulin à eau de la Chute (Veilleux)
- Adresse civique :
- Municipalité : Saint-Raphaël
- Propriété :

## Construction
- Date de construction : 1847
- Nom du constructeur :
- Nom du propriétaire initial :

## Chronologie
- Évolution du bâtiment :
- Autres occupants ou propriétaires marquants :
- Transformations majeures :

## Mise en valeur
- Constat de mise en valeur :
- Site d'origine : Oui
- Constat sommaire d'intégrité :
- Responsable :

## Note
Le plan de cet article a été tiré du Grand répertoire du patrimoine bâti de Montréal et de l'Inventaire des lieux de mémoire de la Nouvelle-France.